# Virginia Williams
Pour les articles homonymes, voir Williams.
Virginia Williams, née le 18 mars 1978, est une actrice américaine.

## Biographie

### Études
Virginia Williams a commencé ses études au théâtre de l'université de Fordham à New York et a ainsi obtenu un baccalauréat universitaire des arts et des lettres. Par la suite, elle a étudié les œuvres de Shakespeare à l'Université d'Oxford et à la British American Drama Academy de Londres.

### Carrière
Elle fait ses débuts dans le Soap opera On ne vit qu'une fois de la chaîne ABC dans le rôle de Lorna Van Skyver, un rôle qu'elle a tenu de 1995 à 1996. Elle a également joué le rôle de Brandy Taylor dans le feuilleton As the World Turns (souvent abrégé en ATWT) sur la CBS de 2001 à 2002. Grâce à ces expériences dans les soap-opera, elle a pu obtenir différents rôles, diffusés principalement en première partie de soirée, notamment celui de Bianca dans la série Monarch Cove (en) diffusé sur Lifetime, le rôle de Claudia dans cinq épisodes de la série à succès How I met your Mother, la fille de Shelley Long « qui a été snobé à l'autel » dans le film Vacances de rêve, et elle a joué dans deux saisons de Strangers with Candy, série diffusée sur la chaîne Comedy Central. Elle a également joué le rôle de Caitlin McNabb, une femme vénale, dans le film Les demoiselles d'honneur s'en mêlent diffusé en 2010 sur ABC Family.
Elle a été l'invité vedette et personnage récurrent de nombreux shows notamment dans Mentalist, Leçons sur le mariage, Better Off Ted, Lie to Me, US Marshals : Protection de témoins, Mon oncle Charlie, Ma famille d'abord, Jack et Bobby, As the World Turns, Veronica Mars et Drop Dead Diva. Elle a également tenu des rôles principaux sur de nombreux pilotes pour les grandes chaînes. Elle a commencé l'année 2011 dans le rôle de Lauren Reed dans Facing Kate sur la chaîne USA Network.
En 2016, Virginia Williams a participé à la campagne #IAmAMogul du site web Mogul : « Inspirer les femmes à monter plus haut, à être plus brillantes et de donner en retour », dans le cadre de l'Histoire des Femmes du mois de mars. Elle avait aussi tenu un rôle d'invité dans l'épisode « Mascarade » de NCIS : Enquêtes spéciales en tant que Leah Ramsey ainsi que le rôle de C. J, l'amoureuse de Steve dans la saison deux de La Fête à la maison : 20 ans après sur Netflix.
En 2020, elle est prise pour jouer le rôle de Grace Berk dans la saison 2 de Why Women Kill.

### Vie personnelle
Le 31 décembre 2007, elle a épousé Bradford Bricken, un directeur littéraire. Ils ont eu leur premier enfant, un fils nommé Bradford Powell, le 19 novembre 2015. Son second fils, Beau Rush est né le 4 juillet 2017.